# ماکلین
ماکلین (به انگلیسی: Mauchline) یک شهرک در اسکاتلند است که در ایرشر شرقی واقع شده‌است. ماکلین ۴٬۱۰۵ نفر جمعیت دارد.